# Ange N'Guessan
Koko Ange Mariette Christelle N'Guessan, född den 18 november 1990, är en ivoriansk fotbollsspelare (anfallare). Hon var en del av Elfenbenskustens trupp under världsmästerskapet i fotboll för damer 2015. Hon blev historisk som landets första målskytt i ett VM när hon gjorde mål mot Thailand i den andra gruppspelsmatchen. N'Guessan gjorde även mål mot Norge i den tredje gruppspelsmatchen och med sina totalt två mål är hon landets hittills bästa målskytt i VM-sammanhang.